# سستو (جنوب تيرول)
سستو (سستو) قرية في مقاطعة بولسانو بأقصى شمال إيطاليا.

## السكان
في سنة 1871 بلغ عدد السكان  نسمة، وتطور العدد ليصل في سنة 2011 لـ 1٬937 نسمة.
يظهر هذا المخطط البياني تطور النمو السكاني لـ سستو (مقاطعة بولسانو)